# ヴィンチェンツォ・リギーニ
ヴィンチェンツォ・リギーニ (伊: Vincenzo Righini、1756年11月22日- 1812年8月19日）は、ボローニャ出身の作曲家、声楽家。

## 生涯
ヴィンチェンツォ・リギーニは1756年にボローニャに生まれ、そこでジョヴァンニ・マルティーニに作曲と声楽を師事した。その後、フィレンツェやローマなどで歌手として活躍し、フランソワ＝ジョゼフ・フェティスによれば1775年にパルマでテノール歌手としてデビューしている。1774年〜1777年の間、プラハで劇場アンサンブルの一員として勤めた。1777年の終わり頃にウィーンに移り住み、そこで音楽教育と作曲に専念した。また、彼のオペラ・コミックはウィーンのブルク劇場で頻繁に上演された。
1788年にはボンを訪ね、1790年のレオポルト2世の戴冠式の際は、ミサ曲を献呈している。